# لایتسردورف
لایتسردورف (به آلمانی: Leitzersdorf) یک منطقهٔ مسکونی در اتریش است که در ناحیه کورنویبورگ واقع شده‌است. لایتسردورف ۱٬۰۹۸ نفر جمعیت دارد.